# 小星天蛾
小星天蛾（学名：Dolbina exacta）是鱗翅目天蛾科的一种，成虫翅长30毫米，腹部背面中央线为黑色；前翅灰褐色，中线为波浪状，棕褐色，中室有灰白色小星；后翅土灰色。以丁香、梣树等为寄主。分布于东亚地区。

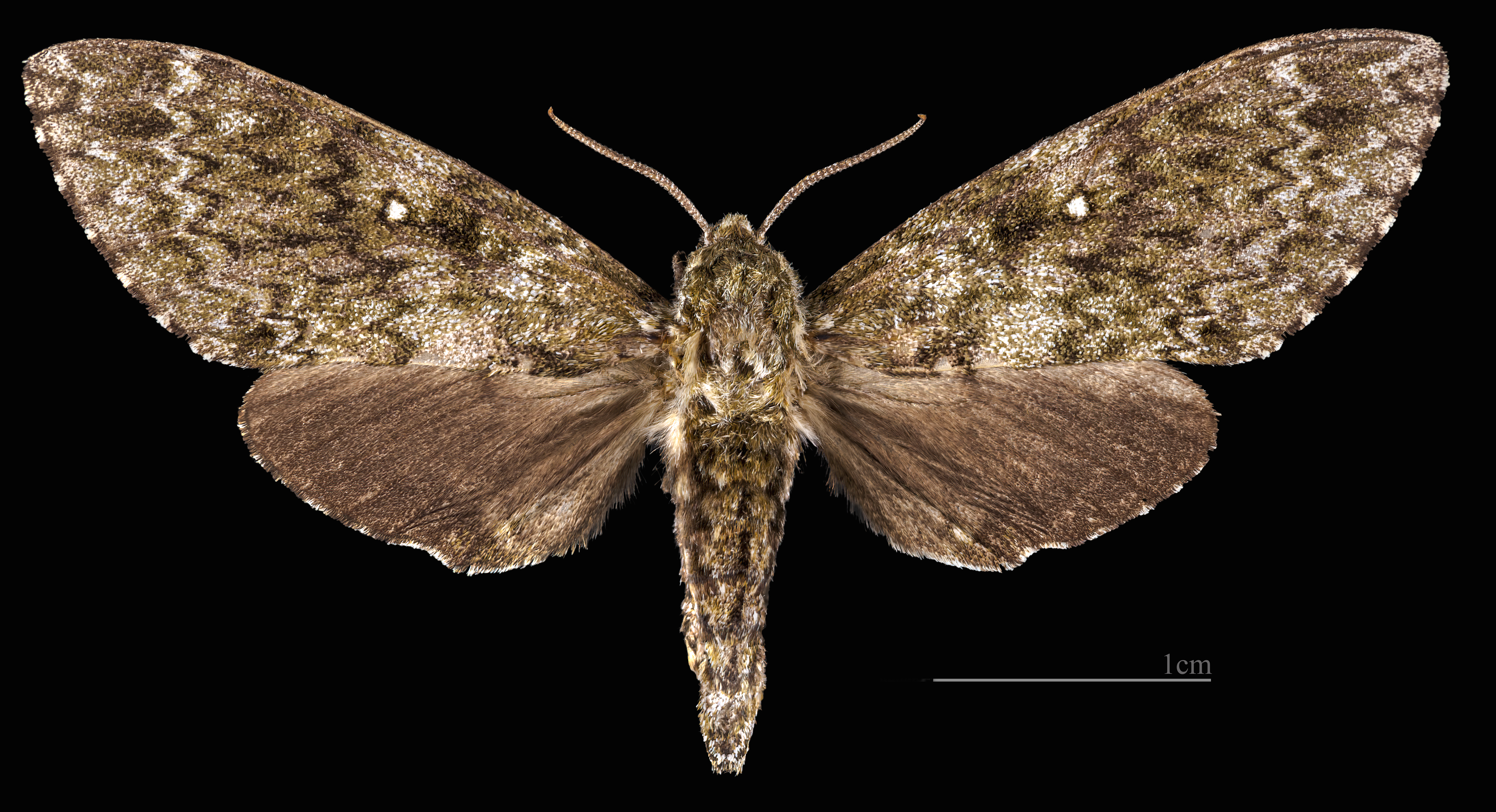
Dolbina exacta  ♀
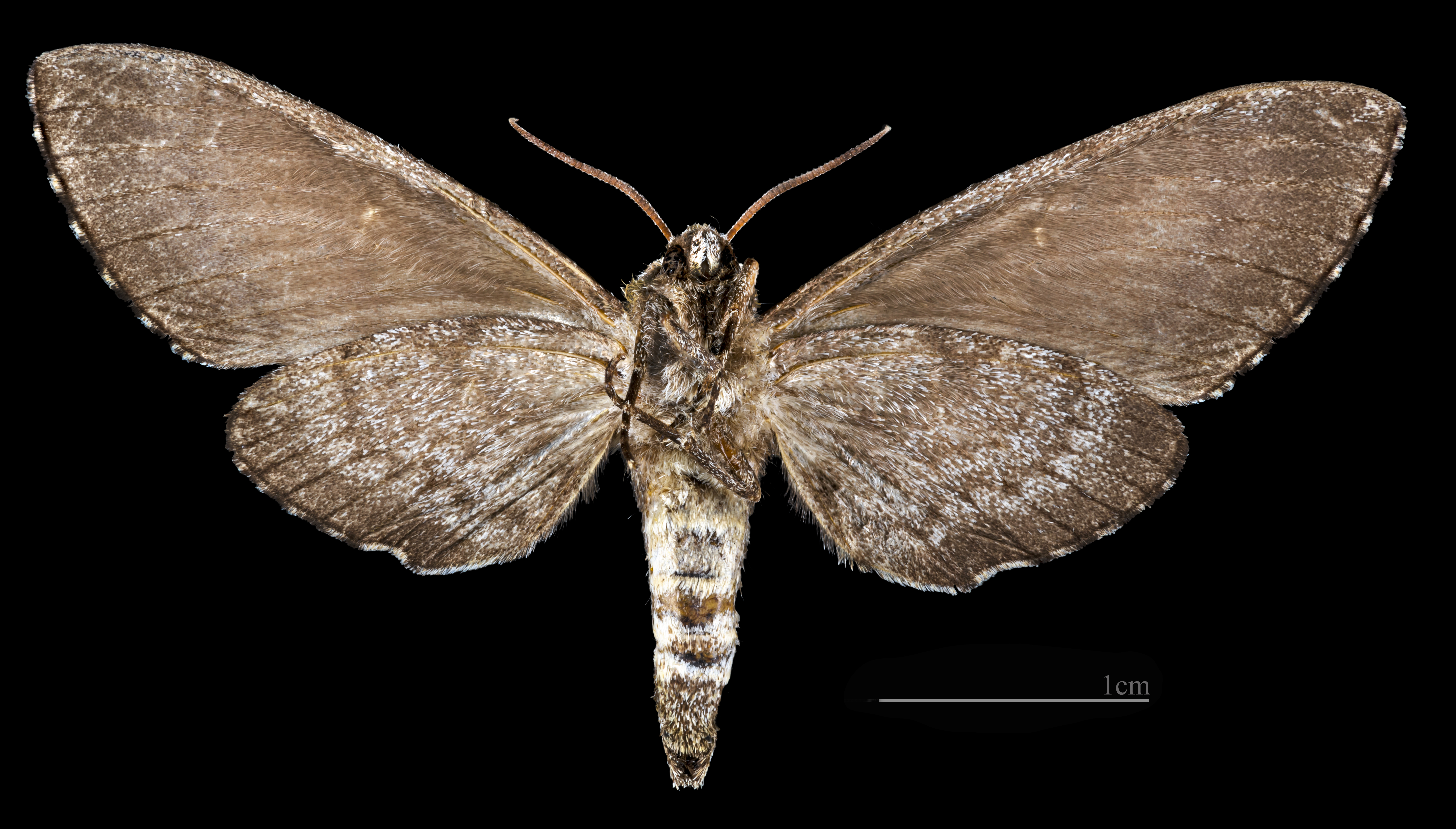
Dolbina exacta  ♀ △